# День адыгов (черкесов)
Де́нь ады́гов (черке́сов) (кабард.-черк. адыгэхэм я махуэ) — 20 сентября — государственный праздник Кабардино-Балкарской республики. Отмечается ежегодно с 2014 года и является нерабочим днём в республике.

## История
Праздник на официальном уровне был учреждён указом Главы Кабардино-Балкарской Республики от 12 августа 2014 года N 166-УГ «Об установлении Дня адыгов (черкесов)».
Праздник призван послужить стимулом для укрепления связей и дальнейшей консолидации адыгского (черкесского) этноса, большая часть которого в настоящее время проживает за пределами своей исторической родины, а также укрепления единства народов Кабардино-Балкарии.

## Мероприятия
Ежегодно празднование начинается с праздничного шествия в городах Кабардино-Балкарии, и продолжается различными мероприятиями, выставками, турнирами посвящённых культуре адыгов (черкесов) и других народов проживающих в республике. Завершается праздник массовым исполнением национального черкесского танца — удж.

## Галерея

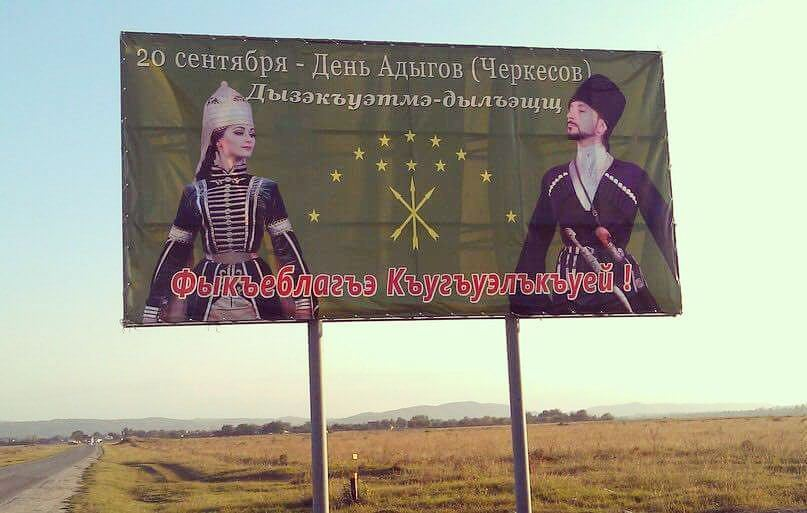
Стенд у въезда в село Урух, посвящённый Дню адыгов (черкесов)
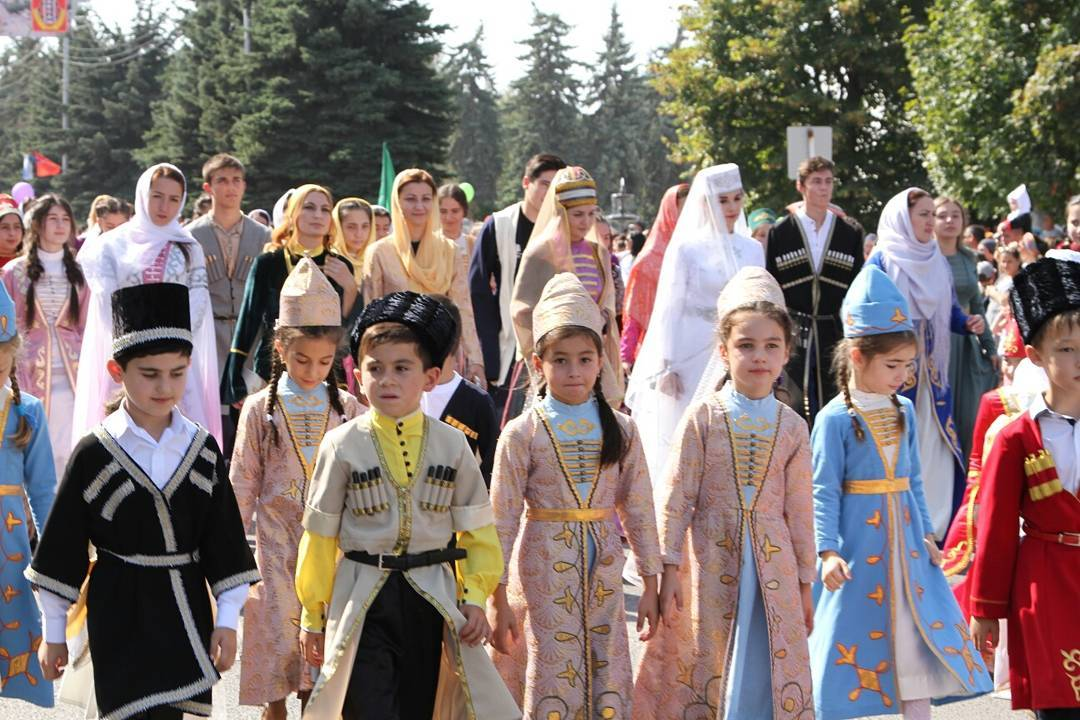
Праздничное шествие в городе Баксан
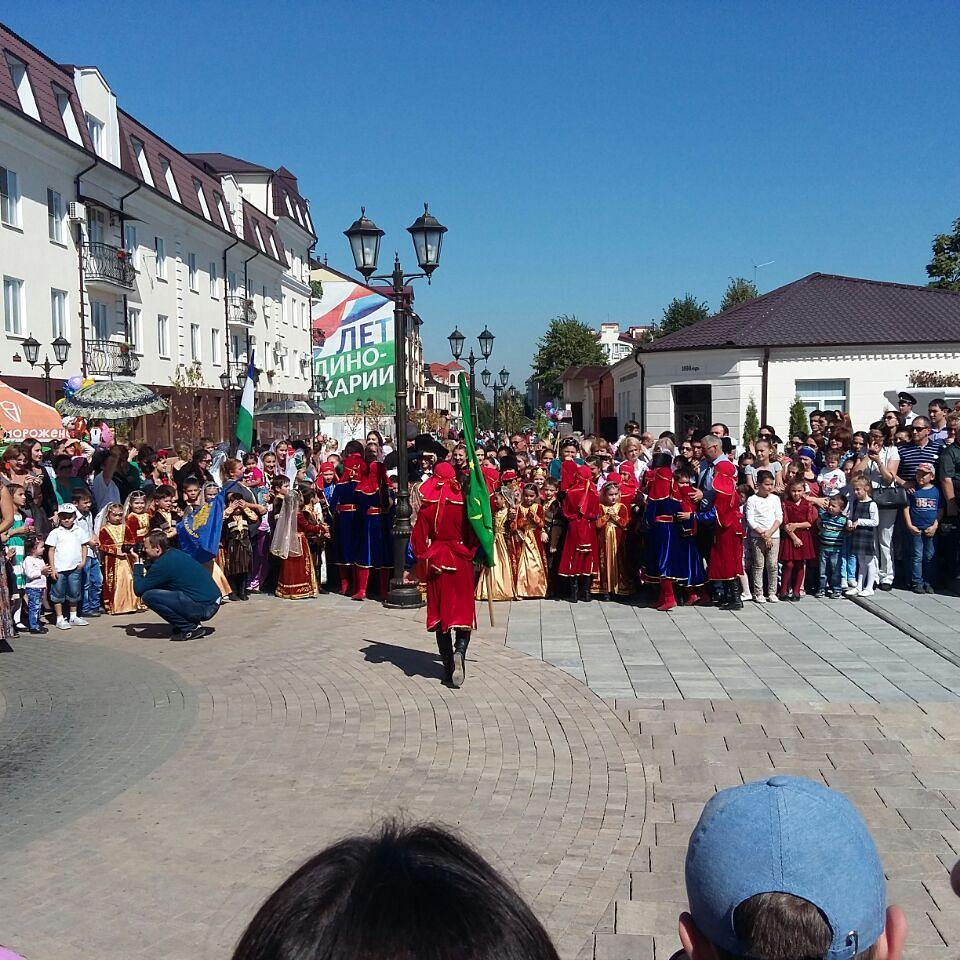
Уличные выступления в городе Нальчик
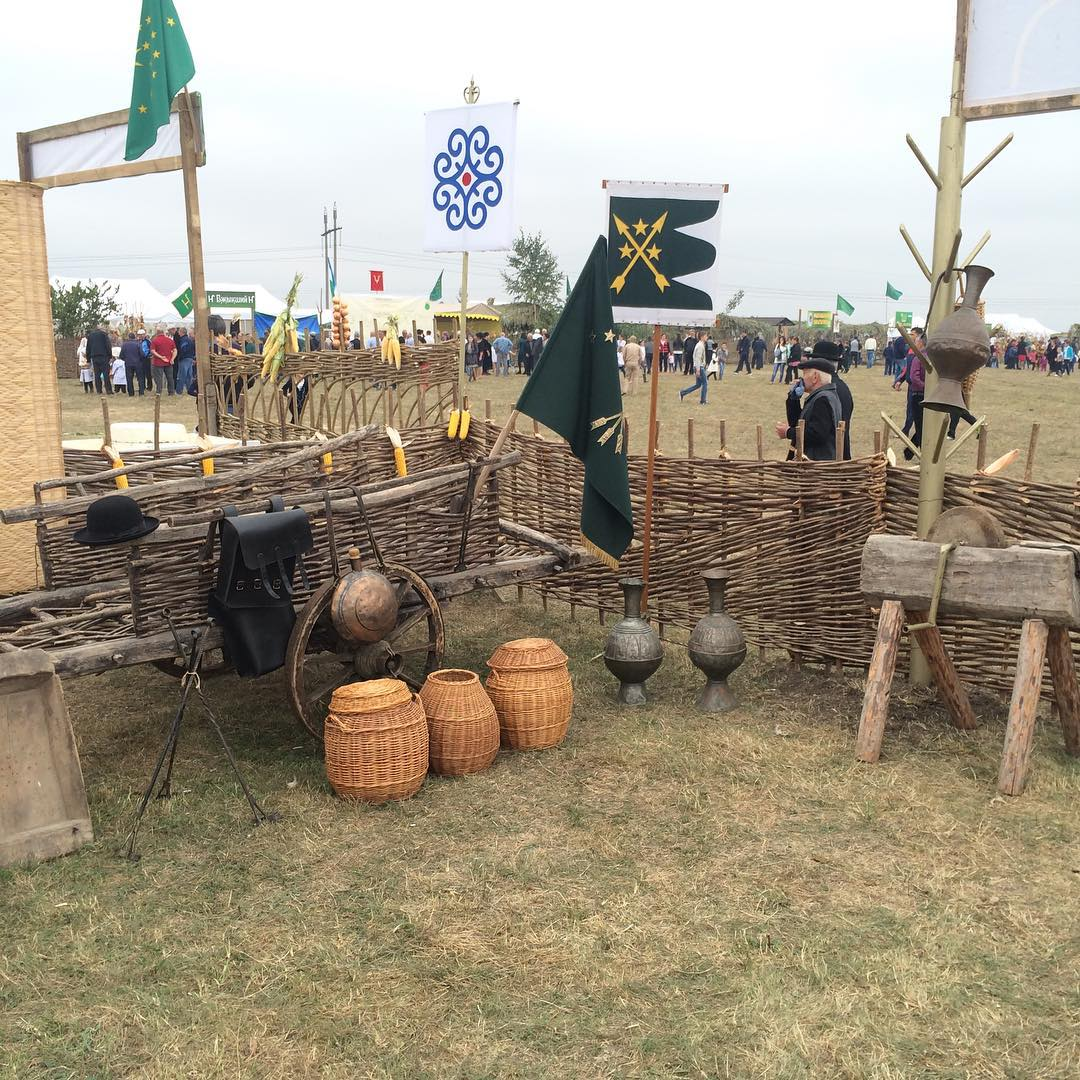
На тематической выставке посвящённой Дню адыгов (черкесов)